# ABC TV Plus
ABC TV Plus是澳大利亞的公共廣播機構澳大利亞廣播公司的一條數位電視頻道，於2005年3月7日以ABC2為名開始播出。
ABC2是一個綜合頻道，播出的節目內容包括重播ABC受歡迎的節目、雜誌節目、體育節目。在晚間5點至7點時段，ABC2會固定播出兒童節目。

## 外部連結
- Official website（页面存档备份，存于）
- About ABC2/How to watch ABC2（页面存档备份，存于）
- Corporate website（页面存档备份，存于）
- Australian Broadcasting Corporation website（页面存档备份，存于）